# Leptophatnus angolator
Leptophatnus angolator är en stekelart som beskrevs av Heinrich 1967. Leptophatnus angolator ingår i släktet Leptophatnus och familjen brokparasitsteklar. Inga underarter finns listade i Catalogue of Life.